# Kožušice
Obec Kožušice se nachází v okrese Vyškov v Jihomoravském kraji. Obec leží cca 15 km východně od Bučovic na silnici Slavkov – Uherské Hradiště. Žije zde 109 obyvatel.

## Historie
První písemná zmínka o obci pochází z roku 1333. Požár z 15. června 1863 zničil 14 chalup a 1 dítě se udusilo. V obci vzniklo několik spolků: čtenářský byl založen 1897, sbor dobrovolných hasičů roku 1899, záloženský spolek roku 1911 a Tělocvičná jednota Sokol v roce 1919. Z hlediska písemných pramenů o životě v obci, školní kroniku založil roku 1887 učitel Alois Gregor a vlastní obecní kroniku založil roku 1928 učitel Václav Dias. V roce 1929 byla do obce zavedena elektřina, vodovod byl zbudován až v roce 2008.

## Obyvatelstvo

### Struktura
V obci k počátku roku 2016 žilo celkem 118 obyvatel. Z nich bylo 61 mužů a 57 žen. Průměrný věk obyvatel obce dosahoval 42,6 let. Dle Sčítání lidu, domů a bytů, provedeného v roce 2011, žilo v obci 114 lidí. Nejvíce z nich bylo (14,9 %) obyvatel ve věku od 0 do 14 let. Děti do 14 let věku tvořily 14,9 % obyvatel a senioři nad 70 let úhrnem 9,6 %. Z celkem 97 občanů obce starších 15 let mělo vzdělání 35,1 % střední vč. vyučení (bez maturity). Počet vysokoškoláků dosahoval 8,2 % a bez vzdělání bylo naopak 1 % obyvatel. Z cenzu dále vyplývá, že ve městě žilo 40 ekonomicky aktivních občanů. Celkem 80 % z nich se řadilo mezi zaměstnané, z nichž 57,5 % patřilo mezi zaměstnance, 5 % k zaměstnavatelům a zbytek pracoval na vlastní účet. Oproti tomu celých 54,4 % občanů nebylo ekonomicky aktivní (to jsou například nepracující důchodci či žáci, studenti nebo učni) a zbytek svou ekonomickou aktivitu uvést nechtěl. Úhrnem 38 obyvatel obce (což je 33,3 %), se hlásilo k české národnosti. Dále 32 obyvatel bylo Moravanů a 2 Slováků. Celých 58 obyvatel obce však svou národnost neuvedlo.
Vývoj počtu obyvatel za celou obec i za jeho jednotlivé části uvádí tabulka níže, ve které se zobrazuje i příslušnost jednotlivých částí k obci či následné odtržení.
| Místní části   | Místní části  | 1869 | 1880 | 1890 | 1900 | 1910 | 1921 | 1930 | 1950 | 1961 | 1970 | 1980 | 1991 | 2001 | 2011 |
| -------------- | ------------- | ---- | ---- | ---- | ---- | ---- | ---- | ---- | ---- | ---- | ---- | ---- | ---- | ---- | ---- |
| Počet obyvatel | část Kožušice | 381  | 385  | 395  | 425  | 432  | 412  | 444  | 336  | 319  | 271  | 207  | 135  | 106  | 114  |
| Počet domů     | část Kožušice | 84   | 86   | 89   | 93   | 94   | 96   | 105  | 109  | 96   | 87   | 80   | 85   | 92   | 96   |

## Osobnosti
- Alois Gregor, filolog a literární historik

## Galerie

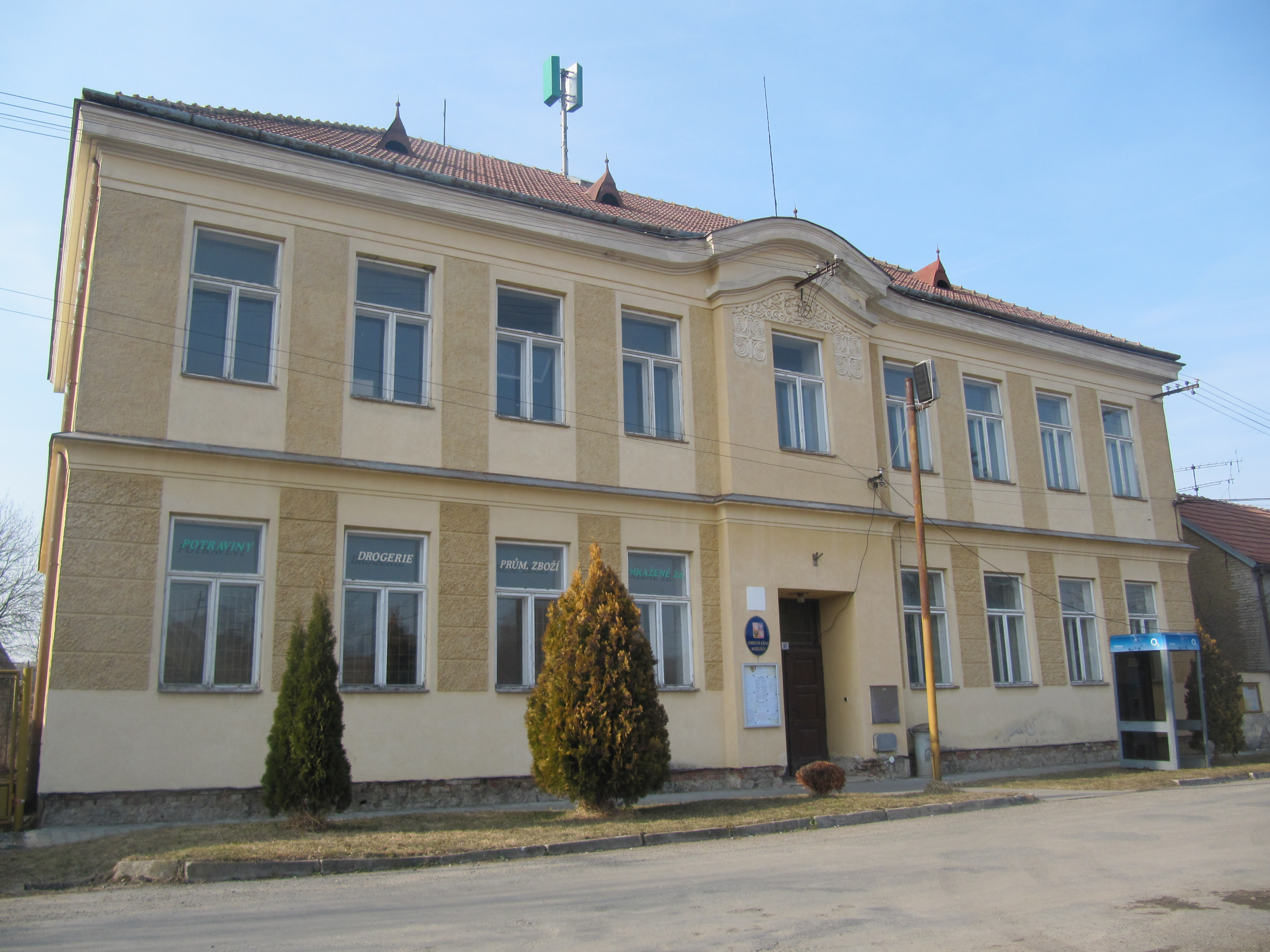
Obecní úřad
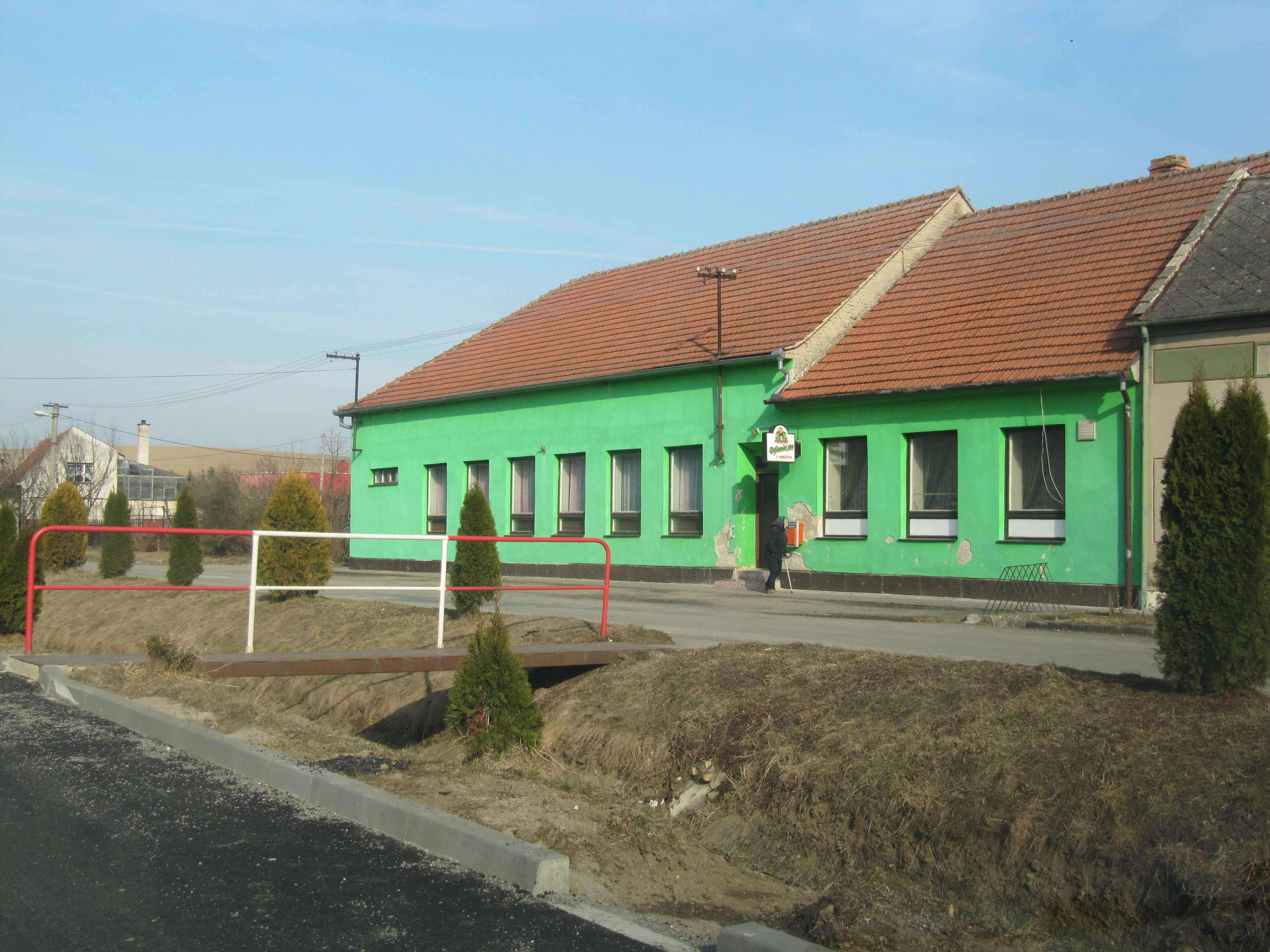
Hospoda
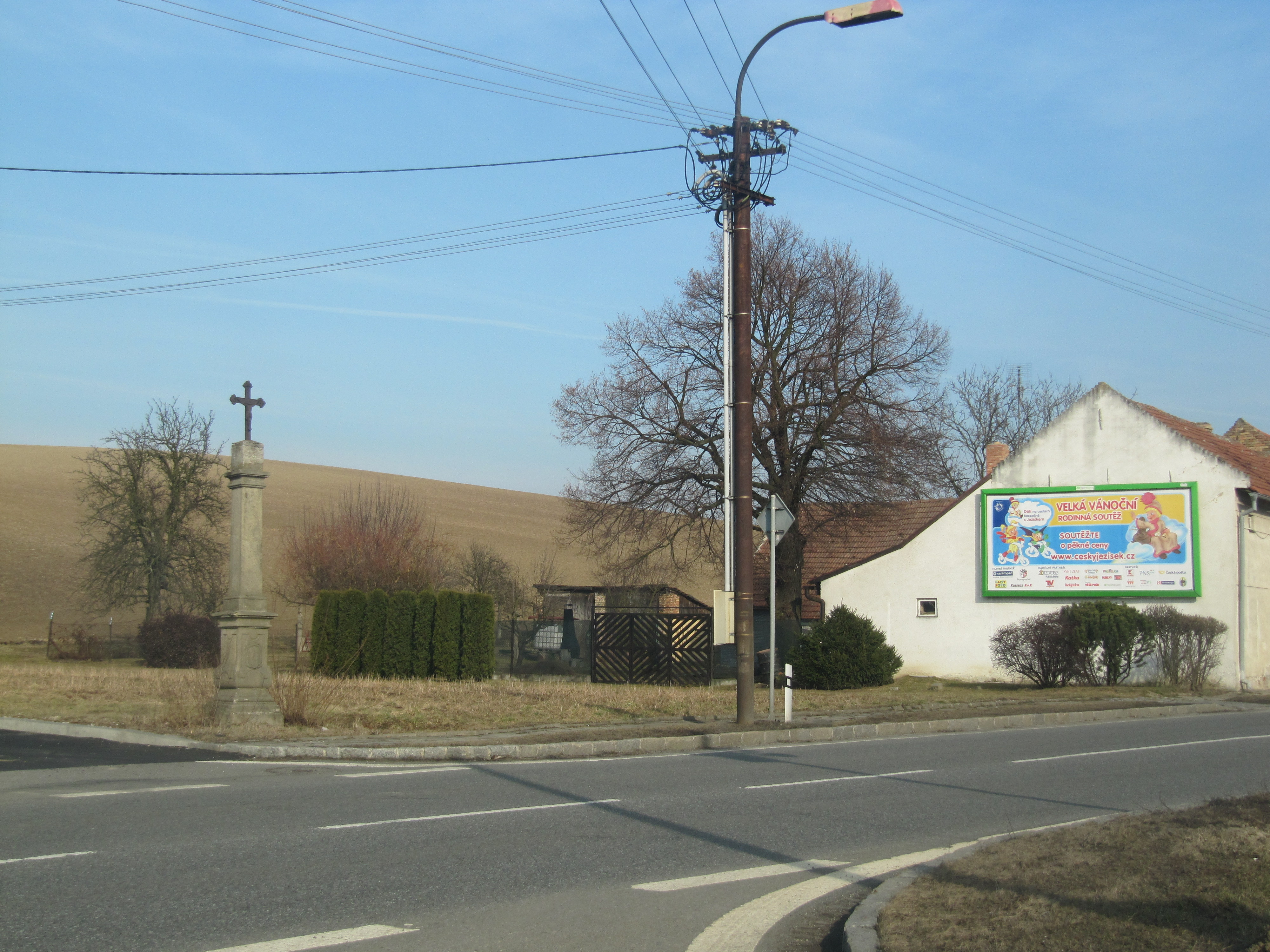
Kříž u silnice E50